# Prędkość decyzji
Prędkość decyzji (V1) – maksymalna prędkość umożliwiająca bezpieczne zatrzymanie samolotu na pasie startowym, wyliczana przed startem każdego samolotu wielosilnikowego, powyżej której załoga kontynuuje start samolotu (nie przerywa rozbiegu) nawet w wypadku awarii silnika.
Dla danego samolotu prędkość ta może być różna w zależności od: obciążenia na starcie, położenia lotniska, długości pasa startowego, warunków pogodowych (wiatru, ciśnienia atmosferycznego, temperatury powietrza) i innych czynników.